# Laguna
Laguna (venecijanski tal. < lat. lacuna, od lacus: jezero) je područje plitke slane ili bočate vode, koje je od dubljeg mora odvojeno pješčanim prudom. Slanost vode ovisi o dotoku slatke vode, klimi i vezi s otvorenim morem. Lagunom se naziva i more unutar koraljnih otoka ili između koraljnih grebena i kopna. Poznate lagune nalaze se na obali Venecijanskog zaljeva, Baltičkoga i Crnoga mora te Meksičkoga zaljeva.